# Hiệp Hòa (phường)
Hiệp Hòa là một phường thuộc thành phố Biên Hòa, tỉnh Đồng Nai, Việt Nam.

## Địa lý

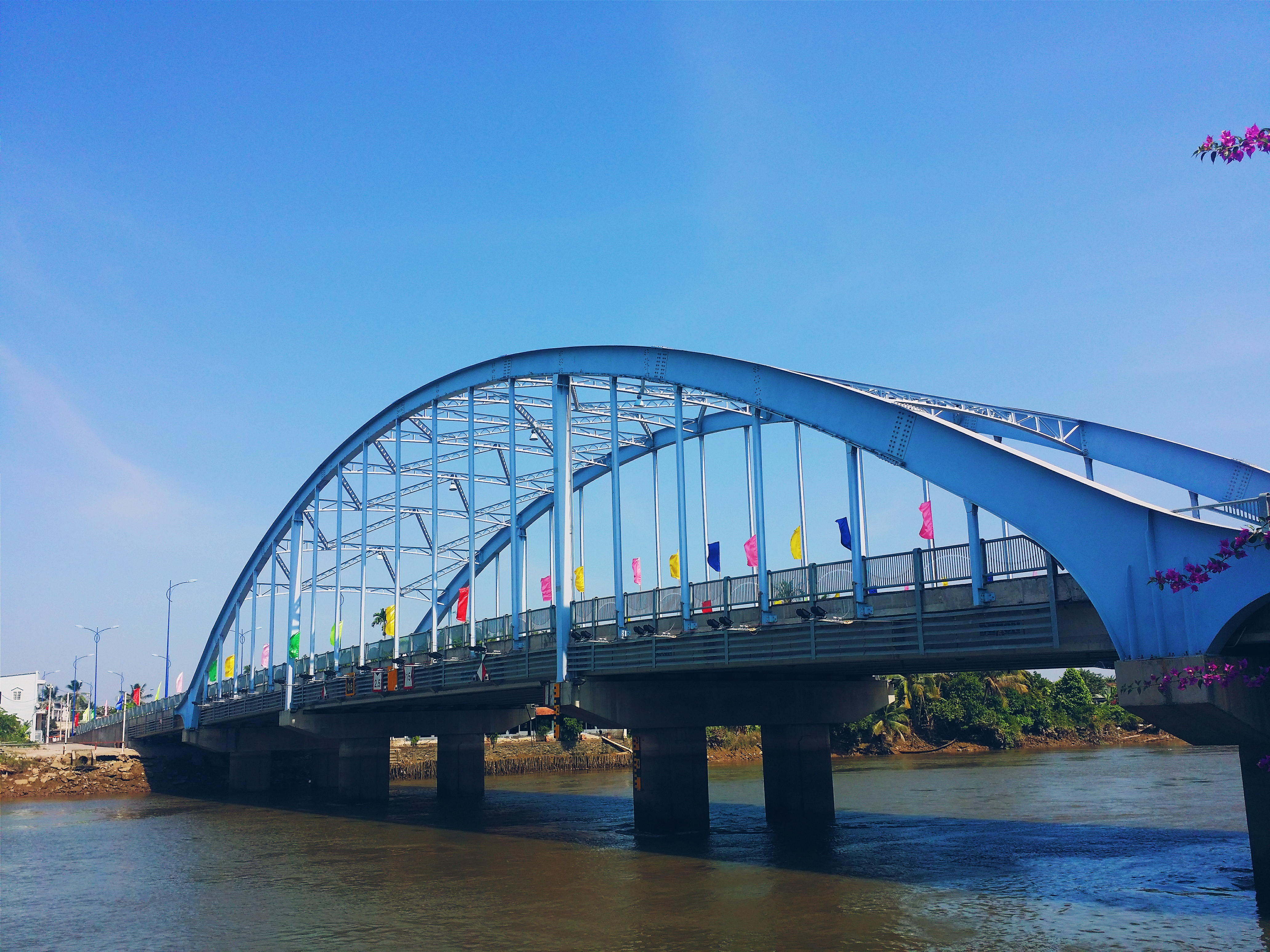
Cầu Hiệp Hòa bắc qua sông Cái, kết nối phường Hiệp Hòa với trung tâm thành phố Biên Hòa

Phường Hiệp Hòa có địa giới bao gồm toàn bộ cù lao Phố, một cù lao được bao bọc bởi hai nhánh của sông Đồng Nai, có vị trí địa lý:
- Phía đông giáp phường An Bình và phường Tam Hiệp
- Phía tây giáp phường Bửu Hòa
- Phía nam giáp phường An Bình và phường Tân Vạn
- Phía bắc giáp các phường Tân Mai, Thống Nhất, Trung Dũng.

Phường Hiệp Hòa có diện tích 7,04 km², dân số năm 2022 là 14.411 người, mật độ dân số đạt 2.047 người/km².

## Hành chính
Phường Hiệp Hòa được chia thành 3 khu phố: Nhất Hòa, Nhị Hòa, Tam Hòa.

## Lịch sử
Vào thế kỷ 18, Cù lao Phố là một trong những thương cảng sầm uất nhất Nam Bộ lúc bấy giờ, thu hút thuyền buôn Nhật Bản, Trung Hoa và cả các nước phương Tây đến buôn bán, trao đổi hàng hóa. Người có công lớn trong công cuộc phát triển vùng Cù lao Phố là Tổng binh Trần Thượng Xuyên. Ông là một người theo phong trào "Phản Thanh phục Minh", do không muốn quy phục nhà Thanh nên đã sang thần phục chúa Nguyễn.
Địa danh Hiệp Hòa có từ thời Pháp thuộc, khi đó là tên một làng thuộc tổng Phước Vĩnh Thượng, quận Châu Thành, tỉnh Biên Hòa. Làng Hiệp Hòa được hình thành trên cơ sở sáp nhập ba làng Nhứt Hòa, Nhị Hòa và Tam Hòa.
Sau năm 1956, các làng được gọi là xã. Đến năm 1963, chính quyền Việt Nam Cộng hòa đổi tên quận Châu Thành thành quận Đức Tu, xã Hiệp Hòa thuộc quận Đức Tu.
Năm 1976, xã Hiệp Hòa thuộc thành phố Biên Hòa, tỉnh Đồng Nai.
Ngày 10 tháng 5 năm 2019, Ủy ban Thường vụ Quốc hội ban hành Nghị quyết số 694/NQ-UBTVQH14 (nghị quyết có hiệu lực từ ngày 1 tháng 7 năm 2019) về việc thành lập phường Hiệp Hòa thuộc thành phố Biên Hòa trên cơ sở toàn bộ 6,97 km² diện tích tự nhiên và 15.468 người của xã Hiệp Hòa.